# Inmigración colombiana en España
La inmigración colombiana en España se refiere al asentamiento de ciudadanos de Colombia en  España. Según el INE (Instituto Nacional de Estadística de España) el número de personas con nacionalidad colombiana residentes en situación regular es de 135.954 en 2016. En 2019 la cifra total era 513.585 colombianos y colombo-españoles.

## Características
En 2023 España es el país de Europa con mayor número de residentes colombianos y el tercer país del mundo seguido de Estados Unidos y Venezuela con mayor número de ciudadanos de nacionalidad colombiana.Muy posiblemente el segundo, si se tiene en cuenta el retorno de decenas o cientos miles de colombianos desde Venezuela, o su migración hacia terceros países.
Destacables migraciones hacia España, datan desde el año 1989 a 1995, aunque en cifras muy tímidas, en este caso, comparadas con la producida a causa del terremoto del Eje Cafetero de 1999.
El buen momento económico de España propició la posibilidad de trabajar a inmigrantes sobre todo en los sectores de la construcción, agricultores, sector servicios, hostelería y turismo. 
Después del año 2008, la economía española sufrió una de sus peores crisis, trayendo consigo, la inestabilidad laboral y el desempleo, generando una notoria disminución de la emigración colombiana hacia este país desde el año 2010, y un retorno fluido de colombianos a su país de origen.

### Visado
En diciembre de 2015 comenzó la exención de visa a ciudadanos colombianos para ingresar en todo el espacio de Schengen por un plazo máximo de 90 días dentro de 180 días, al cual España es Estado miembro.

### Comunidades con mayor y menor afluencia de colombianos

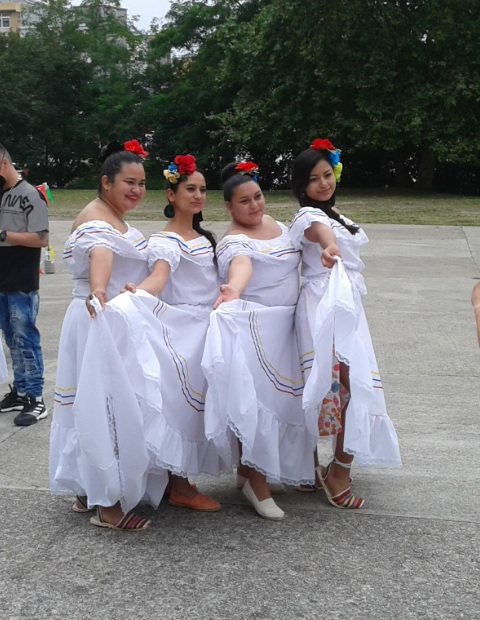
Inmigrantes colombianas en España.

Entre 2000 y 2006 las cinco comunidades autónomas con mayor presencia de personas originarias de Colombia fueron Madrid, Cataluña, Andalucía, Comunidad Valenciana y Canarias. En 2008 la comunidad colombiana era la más numerosa en relación con la población extranjera en Canarias.

### Perfil laboral
Este grupo de colombianos residentes en España, se desenvuelven generalmente en labores tales como: operarios de construcción, empleado/as del hogar, agricultores, comerciantes, empresarios, estudiantes, académicos, futbolistas, artistas, médicos, odontólogos.[cita requerida]

### Población
El Instituto Nacional de Estadística cifra en 453.943 los colombianos residentes en España en el 2023. Debido a que el convenio de doble nacionalidad entre ambos países permite que los inmigrantes colombianos obtengan la nacionalidad española a los 2 años de residencia en España, muchos colombianos han adquirido la nacionalidad española, por lo que el verdadero número de colombianos es aún mayor. Los inmigrantes nacionalizados no cuentan como colombianos para las autoridades españolas.

## Distribución
| Comunidad o ciudad autónoma | Población 2022 INE | %   | Población 2020 INE | Población 2010 INE | Población 2000 INE |
| --------------------------- | ------------------ | --- | ------------------ | ------------------ | ------------------ |
| Comunidad de Madrid         | 124.451            | 1.8 | 115.774            | 89.327             | 12.503             |
| Cataluña                    | 97.822             | 1.2 | 87.838             | 62.309             | 5.689              |
| Comunidad Valenciana        | 85.533             | 1.6 | 73.062             | 52.955             | 3.478              |
| Andalucía                   | 45.242             | 0.5 | 39.643             | 27.861             | 2.544              |
| Canarias                    | 36.072             | 1.6 | 34.997             | 25.870             | 1.925              |
| Islas Baleares              | 24.342             | 2.0 | 23.064             | 12.883             | 1.039              |
| País Vasco                  | 28.739             | 1.3 | 25.928             | 17.295             | 1.481              |
| Castilla-La Mancha          | 23.880             | 1.2 | 21.088             | 15.570             | 809                |
| Castilla y León             | 20.639             | 0.9 | 18.557             | 14.035             | 1.059              |
| Galicia                     | 18.753             | 0.7 | 16.580             | 11.991             | 1.943              |
| Aragón                      | 15.109             | 1.1 | 13.775             | 9.581              | 563                |
| Región de Murcia            | 13.301             | 0.9 | 11.414             | 7.980              | 527                |
| Navarra                     | 11.293             | 1.7 | 10.213             | 6.800              | 699                |
| Cantabria                   | 7.643              | 1.3 | 6.912              | 5.594              | 447                |
| Asturias                    | 7.410              | 0.7 | 6.460              | 4.482              | 375                |
| La Rioja                    | 6.210              | 1.9 | 5.467              | 4.125              | 295                |
| Extremadura                 | 3.345              | 0.3 | 3.093              | 2.257              | 274                |
| Melilla                     | 137                | 0.2 | 137                | 91                 | 8                  |
| Ceuta                       | 113                | 0.1 | 108                | 58                 | 10                 |
| Total España                | 568.034            | 1.2 | 514.110            | 371.064            | 35.668             |

## Mapa de asentamientos
En el siguiente mapa se muestran los diez principales asentamientos por provincias con datos de 2022: